# Anasuya Sengupta
Anasuya Sengupta (1974) es una poeta, autora y activista india; así como una citada experta en la representación de las voces marginadas en Internet.

## Primeros años
Sengupta nació en 1974. Su padre, Abhijit Sengupta, era un funcionario administrativo de alto nivel de la India, y su madre, Poile Sengupta (nombre de nacimiento, Ambica Gopalakrishnan), fue una actriz, autora de literatura infantil y dramaturga. Pasó la mayor parte de su infancia en el norte de Karnataka, una región del sur de la India. 
Sobre su crianza, Sengupta comentó: "Crecí en una familia comprometida con la justicia social". Habla inglés, hindi, kannada, bengalí, tamil y malayalam.

## Educación
Terminó su duodécimo grado de la Escuela Pública Nacional Indira Nagar en 1992. Sengupta realizó su licenciatura en economía en el Lady Shri Ram College for Women, una Universidad en Nueva Delhi, India, donde se graduó en 1995 con honores. Sengupta es conocida como una destacada exalumna del Lady Shri Ram College for Women. Fue invitada a recitar parte de su poema Silence en el Genderknowledge Academic Congress en 2014, que se llevó a cabo en su alma mater de pregrado.
En 1998, realizó una maestría en estudios de desarrollo en el Queen Elizabeth House de la Universidad de Oxford, estudiando como becaria Rhodes. Más tarde hizo su investigación de doctorado en política en Oxford estudiando estructuras y prácticas formales e informales dentro de la policía en Karnataka. Según el libro de Paul Amar New Racial Missions of Policing: International Perspectives on Evolving Law, el título de su tesis en Oxford fue "Embedded or Stuck: the Study of the Indian State, its Embedded in Social Institutions and State Capacity". Sengupta contribuyó con un capítulo a este libro, titulado "Concepto, categoría y afirmación: conocimientos sobre casta y etnia de la policía en la India". Además, fue becaria visitante en la Universidad de Berkeley, California, de 2007 a 2009.

## Trabajo y activismo
La ex secretaria de Estado de los Estados Unidos, Hillary Clinton, se enteró de uno de los poemas de Sengupta en marzo de 1995, cuando Clinton era la primera dama y estaba de visita en la India. Posteriormente, Clinton lo utilizó en sus discursos en Delhi y en una conferencia de mujeres de las Naciones Unidas en Pekín, China.
El poema también inspiró a Clinton a escribir un capítulo de su autobiografía, Living History, titulado "Aquí no se habla el silencio".
Sengupta coeditó Defending Our Dreams: Global Feminist Voices for a New Generation (2005), que tuvo una crítica favorable por parte de Sister Namibia. La Women's Review of Books elogió su ensayo Defending Our Dreams, calificándolo de trabajo "visionario" sobre el feminismo y la erradicación de la pobreza. En Development in Practice, un crítico comentó que "la conexión entre soñar y planificar es el elemento más fascinante que ofrece el libro a sus lectores. Los sueños de sus jóvenes colaboradores están demostrando nuevas visiones, nuevas habilidades y nuevos enfoques del desarrollo y el feminismo, que presentan un avance potencial en las estrategias para promover la justicia social y los derechos de las mujeres." Feminist Studies elogió el libro y escribió: "Este volumen proporciona un relato sorprendentemente cohesivo, para una colección, del pensamiento de feministas clave sobre las tendencias internacionales."

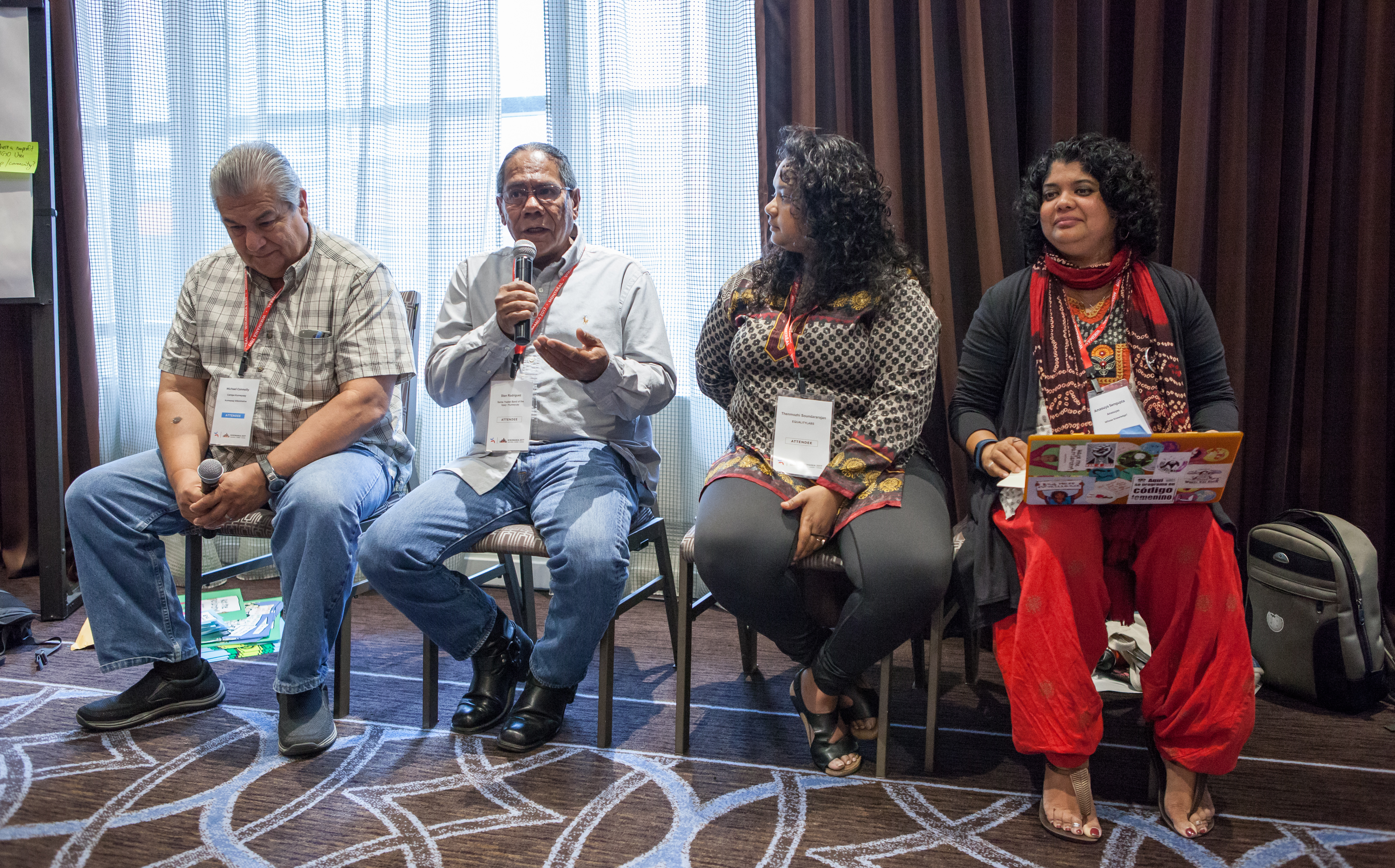
Sengupta (en el extremo derecho) en un panel de discusión en Wikimania 2017 en Montreal

Sengupta fue el director de concesión de subvenciones de la Fundación Wikimedia en San Francisco, California.

### Whose Knowledge?
Junto con Siko Bouterse, fue cofundadora de Whose Knowledge, una campaña global para centrar el conocimiento de las comunidades marginadas (la mayoría del mundo) en Internet, incluidas Asia, África y América Latina. Trabaja como codirectora de la organización junto a Adele Vrana. El grupo ha sido descrito como "una campaña global y multilingüe para reinventar Internet para que sea para y para todos".  
En octubre de 2018, el trabajo de Sengupta para descolonizar Internet fue apoyado por una beca de la Fundación Shuttleworth.
En un discurso de apertura que pronunció en el Foro 2018 de la Federación de Bibliotecas Digitales, Sengupta habló sobre su trabajo para descolonizar Internet. Ella dijo, "descolonizar [Internet es] en el corazón del verdadero empoderamiento. En muchos sentidos, la crisis de violencia e injusticia que enfrentamos hoy parece que tienen sus raíces en una crisis oculta de desconocimiento." Sengupta continuó discutiendo la importancia de las bibliotecas y la necesidad de una mayor representación de los idiomas del mundo en Internet.
Sengupta ha utilizado su plataforma para abogar por la descolonización del conocimiento en los medios. El 11 de julio de 2016, fue coautora de un artículo con Thenmozhi Soundararajan, Harjit Kaur y Umar Malick sobre la necesidad de revisar los libros de texto de ciencias sociales en California para el Indian Express. En este artículo, los autores argumentan que el lobby Hindutva ha marginado las identidades de otras comunidades (como el pueblo dalit, con quien trabaja Whose Knowledge) en su esfuerzo por revisar los libros de texto de California. También abogan por la eliminación de inexactitudes históricas en los libros de texto para desmantelar narrativas falsas sobre ciertos grupos religiosos o étnicos, específicamente musulmanes.
Además, Sengupta ha aparecido en otros importantes medios de comunicación por su trabajo para descolonizar Internet, incluidos BBC News, The Guardian, Mail & Guardian y The Atlantic, entre otros.
El 11 de diciembre de 2018, Sengupta y Claudia Pozo publicaron una serie de recursos, "Our Stories, Our Knowledges" (Nuestras historias, nuestros conocimientos), a través de la web de Whose Knowledge. Se divide en cuatro partes: "Parte 1: Descolonizar nuestras historias y conocimientos", "Parte 2: Prácticas transformadoras para construir conocimientos comunitarios", "Parte 3: Agregar nuestro conocimiento a Wikipedia" y "Parte 4: Cómo aliarnos y ser un buen invitado". La serie se centra en las estructuras de poder que silencian las voces marginadas, las prácticas de esas comunidades para superar las barreras epistémicas que les imponen las estructuras colonialistas blancas, el trabajo de Whose Knowledge en estos esfuerzos y los consejos para los aliados que quieran involucrarse en la descolonización del Internet.
En septiembre de 2018, el Oxford Internet Institute otorgó a Sengupta los premios Internet and Society por su trabajo en Whose Knowledge; Nani Jensen Reventlow también recibió este honor por su trabajo en el Digital Freedom Fund, una organización que trabaja para el avance de los derechos digitales en Europa a través de litigios. 

## Publicaciones y becas

### Defending Our Dreams: Global Feminist Voices for a New Generation
Este libro presenta escritos de dieciocho feministas diversas de Australia, Barbados, Canadá, India, Nepal, Sudáfrica, Tanzania, Reino Unido, Uruguay, Estados Unidos y Venezuela. Estas feministas debaten temas sociopolíticos urgentes, incluidos los derechos de las mujeres, la economía, la identidad sexual, las tecnologías y la innovación, y el desarrollo de movimientos políticos de género. Fue conceptualizado y editado por Wilson, Sengupta y Evans en un intento de reunir las narrativas de feministas de diversos orígenes socioeconómicos, geopolíticos y raciales.